# Кутјево
Кутјево је град у западној Славонији, Република Хрватска.

## Историја
До нове територијалне организације у Хрватској, подручје Града Кутјева припадало је бившој великој општини Славонска Пожега.

## Становништво
На попису становништва 2011. године, град Кутјево је имао 6.247 становника, од чега у самом Кутјеву 2.440.

### Попис 2001.
По попису становништва из 2001. године, Град Кутјево је имао 7.472 становника, од чега је у самом Кутјеву живело 2.826.

### Попис 1991.
До нове територијалне организације, Град Кутјево се налазио у саставу бивше велике општине Славонска Пожега. Национални састав града Кутјева, по попису из 1991. године је био следећи:
| година пописа | укупно | Хрвати         | Срби           | Југословени | остали      |
| ------------- | ------ | -------------- | -------------- | ----------- | ----------- |
| 1991.         | 7.366  | 5.774 (78,38%) | 1.231 (16,71%) | 62 (0,84%)  | 299 (4,05%) |

### Кутјево (насељено место), национални састав
На попису становништва 1991. године, насељено место Кутјево је имало 2.492 становника, следећег националног састава:
| Попис 1991.‍   | Попис 1991.‍  | Попис 1991.‍ | Попис 1991.‍ | Попис 1991.‍ |
| ------------- | ------------ | ----------- | ----------- | ----------- |
|               |              |             |             |             |
| Хрвати        | Хрвати       |             | 2.357       | 94,58%      |
| Срби          | Срби         |             | 34          | 1,36%       |
| Југословени   | Југословени  |             | 21          | 0,84%       |
| Словаци       | Словаци      |             | 8           | 0,32%       |
| Македонци     | Македонци    |             | 7           | 0,28%       |
| Муслимани     | Муслимани    |             | 7           | 0,28%       |
| Немци         | Немци        |             | 7           | 0,28%       |
| Чеси          | Чеси         |             | 5           | 0,20%       |
| Италијани     | Италијани    |             | 2           | 0,08%       |
| Словенци      | Словенци     |             | 2           | 0,08%       |
| Албанци       | Албанци      |             | 1           | 0,04%       |
| Пољаци        | Пољаци       |             | 1           | 0,04%       |
| Руси          | Руси         |             | 1           | 0,04%       |
| неопредељени  | неопредељени |             | 13          | 0,52%       |
| непознато     | непознато    |             | 26          | 1,04%       |
| укупно: 2.492 |              |             |             |             |

## Управа
Градоначелник је Ивица Николић.